# Diploschistes almbornii
Diploschistes almbornii är en lavart som beskrevs av C.W. Dodge 1964. Diploschistes almbornii ingår i släktet Diploschistes och familjen Thelotremataceae.   Inga underarter finns listade i Catalogue of Life.